# Nam ngiao

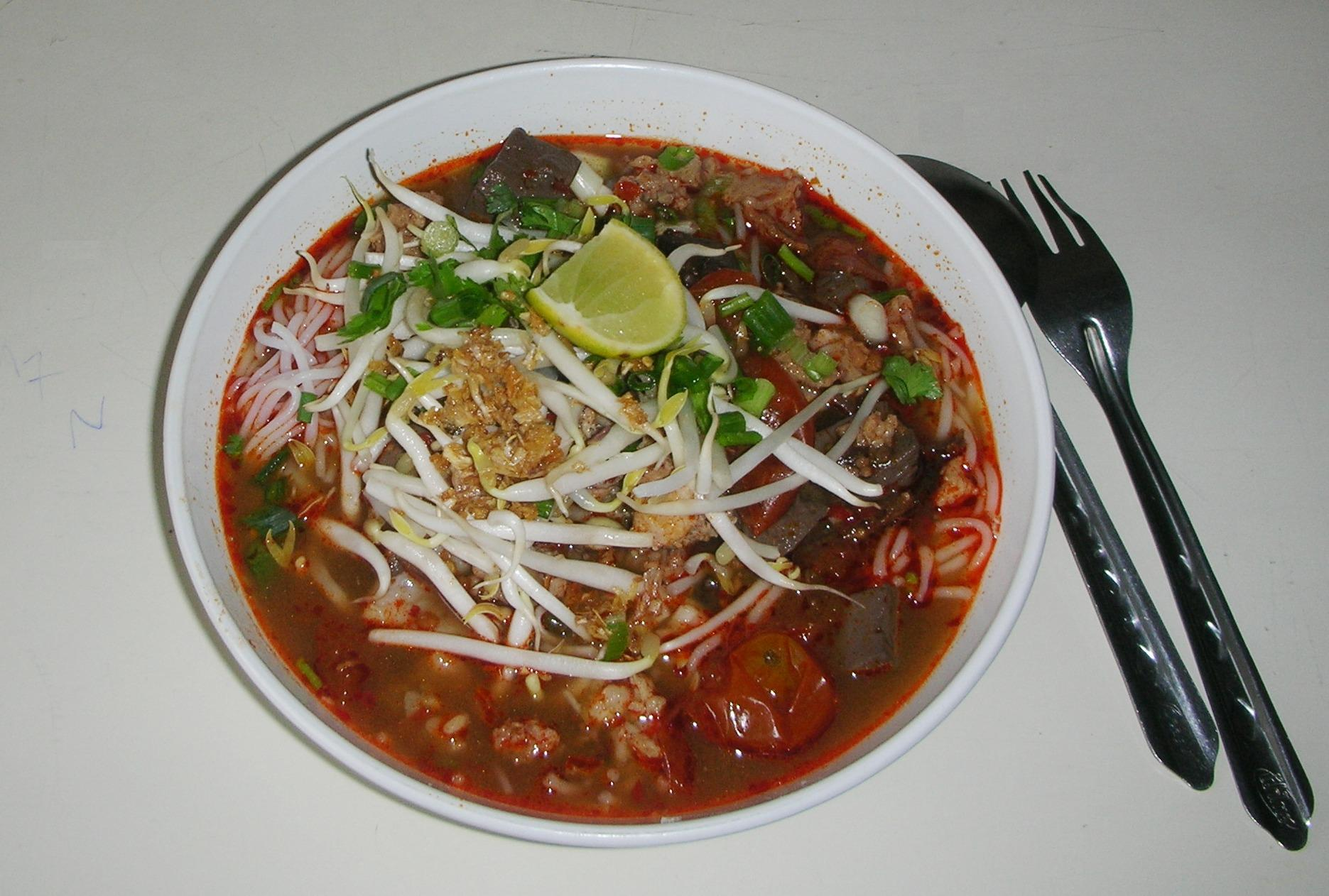
Nam ngiao em Chiang Rai city com um tipo diferente de macarrão

Nam ngiao (em tailandês:  น้ำเงี้ยว) ou nam ngio (em tailandês:  น้ำงิ้ว) é uma sopa ou curry de macarrão típica da culinária do povo Shan (Tai Yai) que vivem no nordeste da Birmânia, o sudoeste da província de Yunnan na China e no norte da Tailândia, principalmente na província de Mae Hong Son. O prato tornou-se famoso através da cozinha do norte tailandês. Nam ngiao tem um sabor característico picante e ácido.

## Ingredientes
Esta sopa é feita à base de macarrão; o tipo mais comumente usado na receita é khanom chin, vermicelli de arroz fermentado, apesar de kuaitiao e outras massas alimentícias poderem ser utilizadas. Carne bovina ou suína é outro ingrediente fundamental para o prato, assim como espécies de "bolinhos" de sangue coagulado de galinha ou porco. Tomates cortados dão uma certa acidez ao prato, e pimentas chili assadas ou fritas para ficarem crocantes e alho são adicionados para dar um sabor picante ao nam ngiao. Outro ingrediente importante, que dá ao prato do seu sabor característico, é tua nao, um tipo de fermentado de soja, que é amplamente utilizado na cozinha do norte da Tailândia, e para a qual pasta de camarão é por vezes utilizada como substituta. Nam ngiao muitas vezes é servido junto com torresmo.
O nome do prato se origina a partir do nome em tailandês da palmeira-vermelha-da-índia (Bombax ceiba, em tailandês:  งิ้ว; ngio), da qual as florescências secas são um ingrediente essencial para a preparação da sopa; outra possibilidade é de ngiao, um termo pejorativo usado no Norte da Tailândia para pessoas de descendência Shan.
Apesar de ser originalmente um prato Shan, Nam ngiao é bastante popular entre os habitantes das regiões ao norte da província de Phrae, na Tailândia, e é considerado um dos pratos auspiciosos de acordo com a tradição Lanna, sendo servido em banquetes e em ocasiões especiais num geral.

## References
1. ↑  On the Role of Food Habits in the Context of the Identity and Cultural Heritage of South and South East Asia
2. ↑  Lanna Food
3. ↑  «Cooking Northern Thai Food – Khanom Jeen Nam Ngeow». Consultado em 17 de novembro de 2017. Arquivado do original em 25 de março de 2013
4. ↑  «Thai Plant Names». Consultado em 17 de novembro de 2017. Arquivado do original em 27 de dezembro de 2014
5. ↑  (Second) Home Again, and Nam Ngiaw
6. ↑  «An Extremely Popular Dish – Khanom Jeen Nam Ngiaw». Consultado em 17 de novembro de 2017. Arquivado do original em 7 de dezembro de 2013